# Coleophora tolli
Coleophora tolli is een vlinder uit de familie kokermotten (Coleophoridae). De wetenschappelijke naam is voor het eerst geldig gepubliceerd in 1951 door Klimesch.
De soort komt voor in Europa.